# Лепоноги вргањ
Лепоноги вргањ (lat. Caloboletus calopus) је врста из породице вргања (Boletaceae) која насељава Северну Америку, Европу и Азију. Актрактивних је боја и врло упадљива у шумској стељи. Јавља се пре свега у храстовим и буковим ређе и у четинарским шумама на киселим подлогама. Плодоноси током лета и јесени, а јавља се појединачно или у малим групама.

## Опис плодног тела
Шешир је величине од 8 до 15 cm. Средње је величине, меснат, полукугласт, касније конвексно испружен. Кожица шешира је баршунаста, без сјаја, понекад за време сушног периода испуцала и не да се гулити. Шешир је најчешће сивкасте-окер боје, али често и тамнији сивосмеђ, готово увек са маслинастим примесама. На додир или кад се загребе добије тамнију, плавичасто-црнкасту боју. 
Цевчице су прирасле за дршку или одвојене уским јарком, дугачке до 3-12 mm, бледожуте боје у почетку, касније маслинастозелене, на додир поплаве. Поре су врло мале, округласте, у почетку жуте, касније маслинастозелене, исто као и цевчице поплаве на додир.
Дршка је висине до 12 cm дебљине до 3,5 cm црвенкасте боје. Облика је батине, ваљкаста и дебља у доњем делу, а при крају сужена. У горњем делу дршка је жуте боје са беличастом мрежицом. Ако је време веома сушно црвена боја може готово скроз да изостане док је ако је јако влажно дршка понекад кармин црвене боје. Базална мицелија је жута или бела. 
Месо је бледожуте боје, на додир поплави.

## Микроскопија
Споре су зеленомаслинсте или смеђасте, глатке, вретенасте и издужене димензија 11-16 × 4-5,5 μm.

## Отисак спора
Отисак спора је смеђемаслинасте боје.

## Јестивост
Ова гљива је нејестива је због горког укуса и киселог мириса налик на сирће.

## Сличне врсте
Због кремасто сиве боје шешира могућа је замена са нејестивим горким вргњем (lat.Boletus radicans) и са отровном лударом (lat.Boletus satanas). Горки вргањ нема црвенокармин боју дршке, а лудара има црвено обојене поре и много је већих димензија посебно шешира.